# 比鲁 (印尼)
比鲁（Piru）是印度尼西亚马鲁古省西斯兰县的实际县治所在，位于斯兰岛的西南沿海。在1999年8月21-22日，该城镇及临近地区发生暴力冲突，最终岛上死亡12人。

## 资料来源
1. ↑  . Indonesiatravelingguide.com.   [8 June 2015]. （原始内容存档于2015-09-24）.
2. ↑  . BBC Monitoring. 1999.